# Crossomitrium fontanum
Crossomitrium fontanum là một loài rêu trong họ Pilotrichaceae. Loài này được (Mitt.) A. Jaeger mô tả khoa học đầu tiên năm 1877.